# Aidan Gould
Aidan Gould, född 26 februari 1997 i Columbus, Georgia, är en amerikansk skådespelare. Han är storebror till skådespelaren Nolan Gould som är känd från TV-serien Modern Family.